# پائولو سرژیو
پائولو سرژیو بنتو (انگلیسی: Paulo Sérgio؛ زادهٔ ۱۹ فوریهٔ ۱۹۶۸) مربی فوتبال اهل پرتغال است.
از باشگاه‌هایی که در آن بازی کرده است می‌توان به باشگاه فوتبال ویتوریا ستوبال، باشگاه ورزشی اولیاننسه، باشگاه فوتبال گرونوبل فوت ۳۸، باشگاه ورزشی اشتوریل پرایا، باشگاه فوتبال پاسوژ د فریرا، باشگاه فوتبال بلننسس، باشگاه فوتبال سانتا کلارا، باشگاه فوتبال فیرنسی، و باشگاه فوتبال سالگیروش اشاره کرد.